# Маглуар, Поль Эжен
Поль Эжен Маглуар (фр. Paul Eugène Magloire; 19 июля 1907 — 12 июля 2001) — гаитянский военный правитель страны с 1950 до 1956 года.

## Биография
Родился в семье генерала и сам вступил в ряды вооруженных сил в 1930 году. Там сделал быструю карьеру, став в конце концов начальником полиции Порт-о-Пренса в 1944 году.
В 1946 году принял участие в успешном перевороте против режима президента Эли Леско. Когда в 1950 году следующий президент Дюмарсе Эстиме пытался продлить свой срок, Маглуар с помощью местной элиты отстранил его от власти. В октябре 1950 года был избран президентом в ходе первых на Гаити всеобщих президентских выборов.
Во времена правления Маглуара Гаити стал излюбленным местом американских и европейских туристов. Его антикоммунистическая позиция также способствовала улучшению отношений с правительством США. Он использовал доходы от продажи кофе для восстановления городов, строительства дорог, общественных зданий и плотин. Он также предоставил избирательные права женщинам.
В 1954 году, когда ураган «Газель» разрушил гаитянские населенные пункты, а фонды помощи пострадавшим были разворованы, популярность Маглуара резко упала. В 1956 году возник диспут по вопросу, когда должен завершиться его президентский срок. На фоне забастовок и демонстраций Маглуар бежал из страны. Когда на пост президента вступил Франсуа Дювалье, он лишил Маглуара гражданства.
В 1986 году, когда Дювалье потерял власть, Маглуар вернулся на родину из Нью-Йорка. Через два года он стал неофициальным военным советником. Умер в 2001 году.